# Championnat des îles Féroé de football 1978
Navigation
1. Deild 1977 1. Deild 1979
La saison 1978 du Championnat des îles Féroé de football était la 37e édition de la première division féroïenne à poule unique, la 1. Deild. Les sept meilleurs clubs du pays jouent les uns contre les autres à deux reprises durant la saison, à domicile et à l'extérieur.
En fin de saison, aucun club n'est relégué pour permettre le passage du championnat de 7 à 8 clubs, avec la promotion du champion de 2. Deild.
Le HB Torshavn remporte le championnat en terminant invaincu en tête du classement, avec un seul point d'avance sur le double tenant du titre, le TB Tvoroyri et 7 sur le VB Vagur. Il s'agit du 10e titre de champion des îles Féroé de l'histoire du club, qui réalise le doublé en battant son dauphin en champion, le TB Tvoroyri, en finale de la Coupe des îles Féroé.

## Les clubs participants
- B36 Tórshavn
- HB Tórshavn
- IF Fuglafjordur
- KÍ Klaksvík
- MB Midvagur - Promu de 2. Deild
- TB Tvøroyri - Tenant du Titre
- VB Vágur

## Compétition

### Classement
Le barème de points servant à établir le classement se décompose ainsi :
- Victoire : 2 points
- Match nul : 1 point
- Défaite : 0 point

| Rang | Équipe          | Pts | J  | G | N | P | Bp | Bc | Diff |
| ---- | --------------- | --- | -- | - | - | - | -- | -- | ---- |
| 1    | HB Torshavn (C) | 20  | 12 | 8 | 4 | 0 | 25 | 13 | +12  |
| 2    | TB Tvoroyri (T) | 19  | 12 | 9 | 1 | 2 | 33 | 11 | +22  |
| 3    | VB Vagur        | 13  | 12 | 5 | 3 | 4 | 21 | 22 | -1   |
| 4    | IF Fuglafjordur | 11  | 12 | 4 | 3 | 5 | 17 | 15 | +2   |
| 5    | KÍ Klaksvík     | 9   | 12 | 1 | 7 | 4 | 15 | 20 | -5   |
| 6    | MB Midvagur (P) | 7   | 12 | 1 | 5 | 6 | 15 | 30 | -15  |
| 7    | B36 Tórshavn    | 5   | 12 | 1 | 3 | 8 | 12 | 27 | -15  |

|  | Vainqueur du championnat 1978                                                                    |
|  | (T) Tenant du titre (C) Vainqueur de la Coupe des îles Féroé (P) Club promu de deuxième division |

### Résultats[n 1]
| Résultats (▼dom., ►ext.) | B36 | HB  | ÍF  | KÍ  | MBM | TBT | VBV |
| B36 Tórshavn             |     | 0-2 | 0-2 | 0-0 | 2-2 | 0-2 | 1-5 |
| HB Tórshavn              | 2-0 |     | 2-1 | 2-1 | 2-2 | 3-2 | 1-1 |
| ÍF Fuglafjørður          | 3-2 | 1-1 |     | 0-1 | 4-0 | 1-3 | 3-0 |
| KÍ Klaksvík              | 2-2 | 2-2 | 1-1 |     | 3-3 | 0-0 | 3-3 |
| MB Midvagur              | 1-2 | 2-4 | 1-1 | 2-1 |     | 0-7 | 1-2 |
| TB Tvøroyri              | 4-2 | 1-2 | 2-0 | 3-0 | 1-0 |     | 4-2 |
| VB Vágur                 | 2-1 | 0-2 | 2-0 | 2-1 | 1-1 | 1-4 |     |

## Bilan de la saison
| Championnat des îles Féroé de football 1978 |                         |
| Champion                                    | HB Torshavn (10e titre) |
| Coupes et trophées                          |                         |
| Vainqueur de la Coupe des îles Féroé 1978   | HB Torshavn             |
| Promotions et relégations                   |                         |
| Promus en 1. deild                          | NSI Runavik             |
| Relégués en 2. deild                        | Aucun                   |